# A Irmã do Meio
Stuck in the Middle (bra/prt: A Irmã do Meio) é uma série de televisão de comédia familiar americana desenvolvida por Alison Brown e Linda Videtti Figueiredo e criada por Alison Brown. Foi ao ar no Disney Channel de 14 de fevereiro de 2016 a 23 de julho de 2018. A série se concentra em Jenna Ortega como Harley Diaz, que inventa muitos aparelhos para lidar com a vida em uma família grande. Além dos episódios regulares da série, ela também exibiu seis curtas em 16 de dezembro de 2016.

## Premissa
Situada em Massachusetts, na cidade fictícia de Marshport, a série conta a história da família Diaz, focando especificamente em Harley, a irmã do meio entre sete filhos. Engenhosa, criativa, conciliadora e persuasiva, Harley tenta se destacar usando sua criatividade para lidar com a vida no meio da agitação diária de uma família grande.

## Elenco e personagens
| Ator/Atriz        | Personagem   | Temporada | Temporada | Temporada    |
| Ator/Atriz        | Personagem   | 1         | 2         | 3            |
| ----------------- | ------------ | --------- | --------- | ------------ |
| Jenna Ortega      | Harley Diaz  | Principal | Principal | Principal    |
| Ronni Hawk        | Rachel Diaz  | Principal | Principal | Participação |
| Isaak Presley     | Ethan Diaz   | Principal | Principal | Principal    |
| Ariana Greenblatt | Daphne Diaz  | Principal | Principal | Principal    |
| Kayla Maisonet    | Georgie Diaz | Principal | Principal | Principal    |
| Nicolas Bechtel   | Lewie Diaz   | Principal | Principal | Principal    |
| Malaquias Barton  | Beast Diaz   | Principal | Principal | Principal    |
| Cerina Vincent    | Susy Diaz    | Principal | Principal | Principal    |
| Joe Nieves        | Tom Diaz     | Principal | Principal | Principal    |

## Episódios
| Temporada | Temporada | Episódios | Exibição original       | Exibição original     | Exibição em Portugal   | Exibição em Portugal   | Exibição no Brasil   | Exibição no Brasil      |
| Temporada | Temporada | Episódios | Estreia de temporada    | Final de temporada    | Estreia de temporada   | Final de temporada     | Estreia de temporada | Final de temporada      |
| --------- | --------- | --------- | ----------------------- | --------------------- | ---------------------- | ---------------------- | -------------------- | ----------------------- |
|           | 1         | 17        | 14 de fevereiro de 2016 | 22 de julho de 2016   | 10 de junho de 2016    | 24 de janeiro de 2017  | 6 de agosto de 2016  | 19 de março de 2017     |
|           | 2         | 21        | 3 de fevereiro de 2017  | 27 de outubro de 2017 | 15 de maio de 2017     | 13 de março de 2018    | 13 de maio de 2017   | 21 de janeiro de 2018   |
|           | 3         | 21        | 8 de dezembro de 2017   | 23 de julho de 2018   | 22 de dezembro de 2017 | 22 de novembro de 2018 | 1 de abril de 2018   | 23 de fevereiro de 2019 |

## Produção

Logotipo do episódio especial Stuck in the Waterpark – The Movie.

Stuck in the Middle foi ao ar no Disney Channel em 14 de fevereiro de 2016. A produção da série começou em novembro de 2015. Disney Channel renovou a série para sua segunda temporada em 15 de junho de 2016. Disney Channel renovou a série para sua terceira temporada em 31 de agosto de 2017. Em 30 de março de 2018, o Disney Channel anunciou que a série chega ao fim após três temporadas.

## Transmissão
Uma prévia de Stuck in the Middle foi ao ar no Disney Channel em 14 de fevereiro de 2016. A série foi posteriormente lançada no Watch Disney Channel e Disney Channel on Demand em 15 de fevereiro de 2016. A série começou a ser exibida regularmente em 11 de março de 2016. A primeira temporada foi concluída em 22 de julho de 2016. A segunda temporada estreou em 3 de fevereiro de 2017 e foi concluída em 27 de outubro de 2017. A terceira temporada estreou em 8 de dezembro de 2017 e foi concluída em 23 de julho de 2018.

## Prêmios e indicações
| Ano  | Prêmio                        | Categoria                                                            | Recipiente          | Resultado | Ref.   |
| ---- | ----------------------------- | -------------------------------------------------------------------- | ------------------- | --------- | ------ |
| 2016 | Imagen Awards                 | Melhor Ator Jovem - Televisão                                        | Jenna Ortega        | Indicado  | [ 8 ]  |
| 2017 | Young Artist Awards           | Melhor Performance em uma Série de TV - Atriz Adolescente Recorrente | Lulu Lambros        | Venceu    | [ 9 ]  |
| 2017 | Kids' Choice Awards Mexico    | Programa Internacional Favorito                                      | Stuck in the Middle | Indicado  | [ 10 ] |
| 2017 | Kids' Choice Awards Colombia  | Programa Internacional Favorito                                      | Stuck in the Middle | Indicado  | [ 11 ] |
| 2017 | Kids' Choice Awards Argentina | Programa Internacional Favorito                                      | Stuck in the Middle | Indicado  | [ 12 ] |
| 2018 | Imagen Awards                 | Melhor Ator Jovem - Televisão                                        | Jenna Ortega        | Venceu    | [ 13 ] |
| 2018 | Young Artist Awards           | Melhor Performance em uma Série de TV - Atriz Adolescente Recorrente | Lulu Lambros        | Indicado  | [ 14 ] |
| 2019 | Imagen Awards                 | Melhor Ator Jovem - Televisão                                        | Jenna Ortega        | Indicado  | [ 15 ] |